# Överums församling
Överums församling är en församling i Linköpings stift inom Svenska kyrkan. Församlingen ingår i Norra Tjusts pastorat och ligger i Västerviks kommun i Kalmar län.
Församlingskyrka är Överums kyrka.

## Administrativ historik
Församlingen bildades 1931 genom utbrytning ur församlingarna Gamleby, Dalhem, Ukna, Västra Ed och Lofta.
Församlingen utgjorde från 1931 till 1962 ett eget pastorat. Från 1962 till 2007 var församlingen moderförsamling i pastoratet Överum och Dalhem. Från 2007 ingår församlingen i Norra Tjusts pastorat.

## Kyrkoherdar
| Ämbetstid | Namn           | Levnadstid | Kommentar |
| --------- | -------------- | ---------- | --------- |
| 1983–1984 | Bengt Lindwall | 1933–      | [ 5 ]     |